# Experimentální letadlo

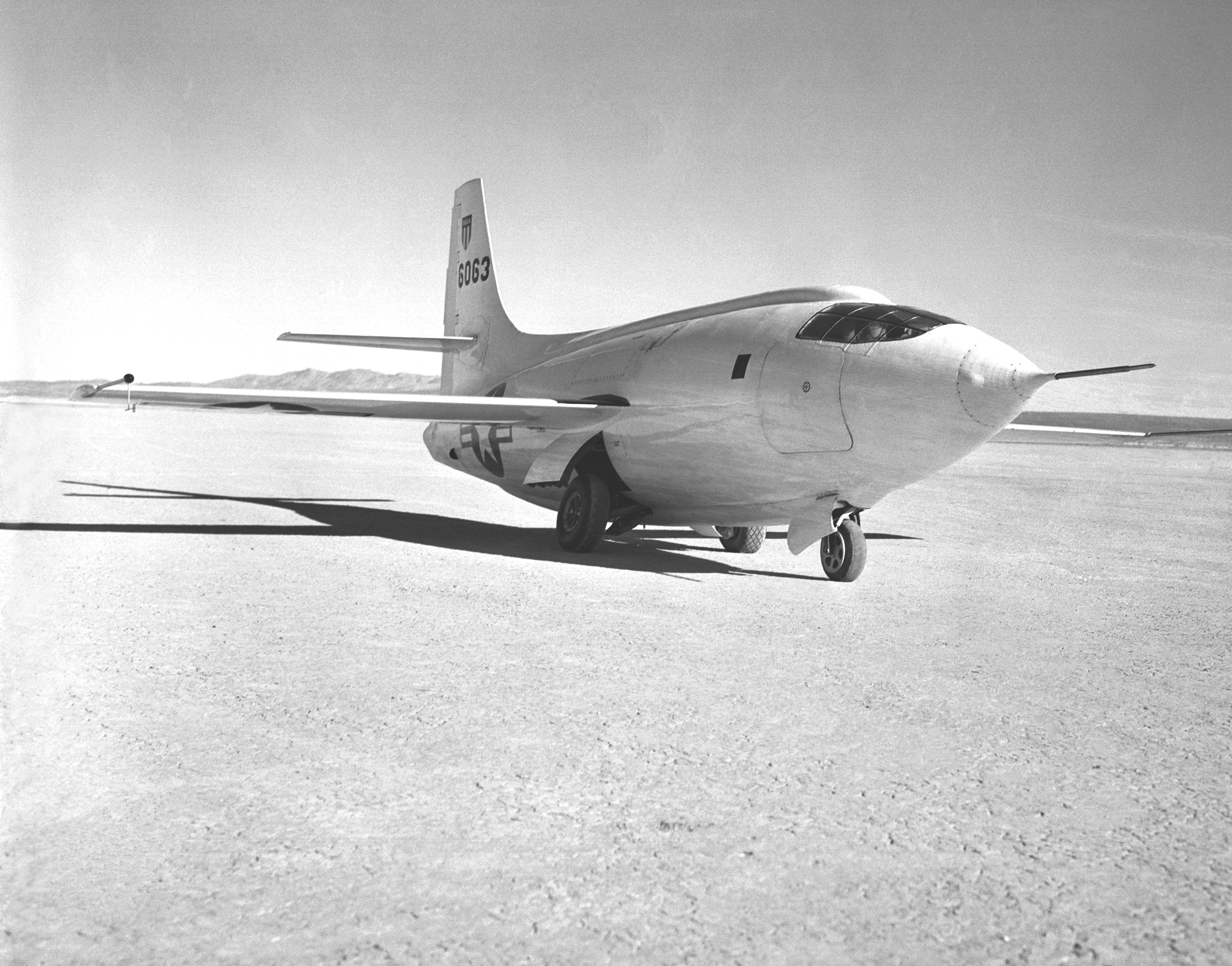
Bell X-1

Experimentální letadlo je označení pro letoun, který slouží jako technologický demonstrátor, nebo jsou v něm testovány nové technologie, či například zcela nový aerodynamický koncept. Tyto letouny obvykle provozují různé civilní, či vládní výzkumné organizace, či jejich provoz spadá pod některou ozbrojenou složku dané země, která letoun nechala vyrobit. Nepřímo je možné za experimentální letadlo považovat také prototypy některých letounů (předsériové/ověřovací kusy).
Experimentální letouny obvykle nemají osvědčení o letové způsobilosti, nejsou tedy určeny pro běžný provoz a jsou provozovány výhradně ve vyhrazených zkušebních oblastech, v USA typicky na letecké základně Edwards v Kalifornii.
V některých zemích, například v USA, je označení pro experimentální letadlo užíváno pro doma postavená letadla na základě užívané kategorie v osvědčení letové způsobilosti pro tyto letouny.

## Historie

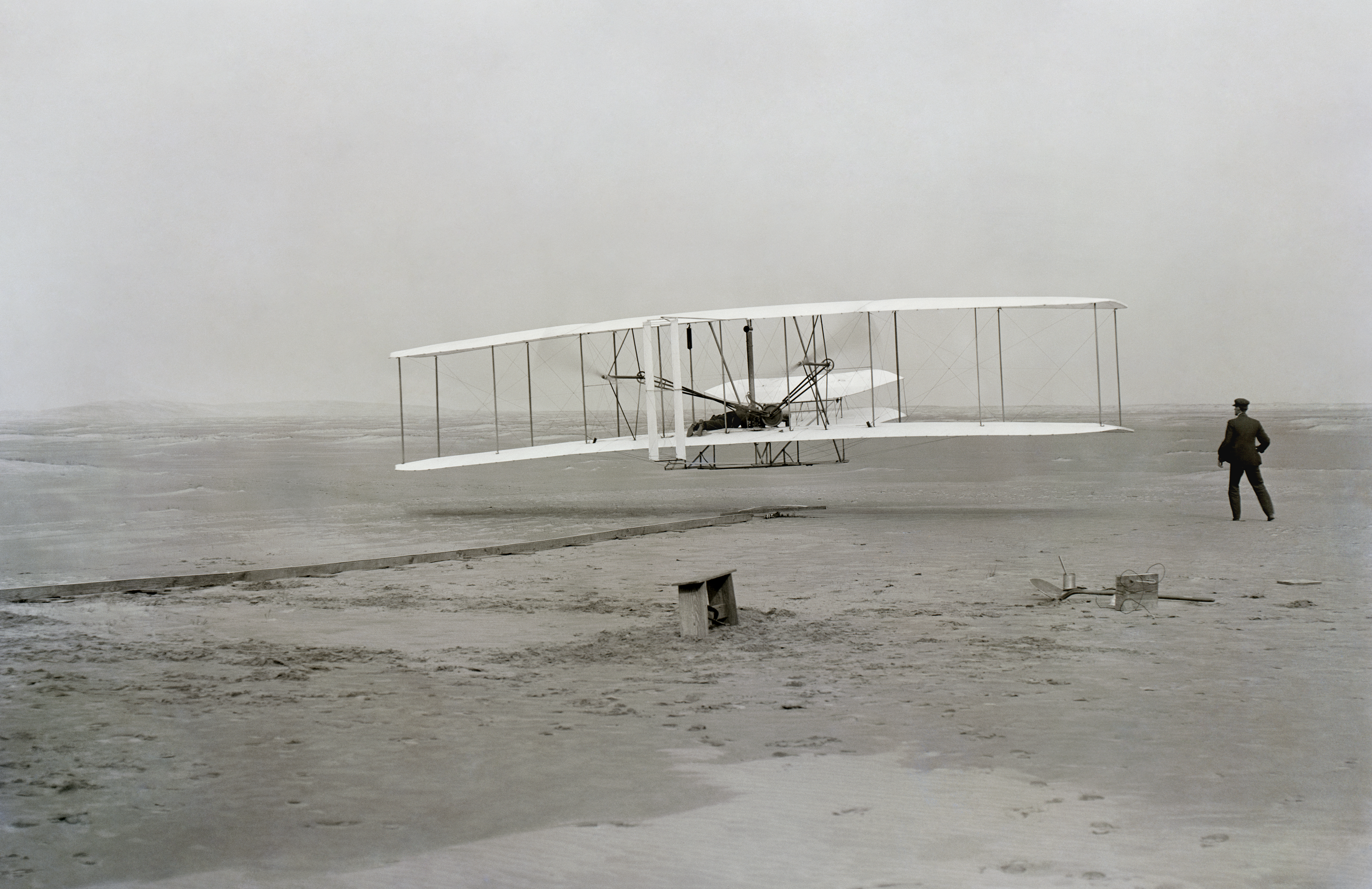
První let Wright Flyer

Mezi první úspěšné konstruktéry letadel, patří Otto Lilienthal a bratři Wrightové. Nikdo z nich však nevyvinul své stroje na první pokus, protože byli ve svém oboru průkopníky, museli své myšlenky na něčem ověřit. Jedna z možností byla konstrukce zmenšeného modelu zamýšleného letounu, nicméně finální ověření je pak možné až u plnohodnotného letadla. Proto stavěli experimentální letadla a na nich si ověřovali, zda je jejich teorie správná. Otto Lilienthal experimentoval s kluzáky od roku 1890.
Bratři Wrightové začali s experimentálními letouny v roce 1899 stavbou kluzáků. V roce 1903 se jim povedl první motorový let na světě.
Dalším známým leteckým konstruktérem, který má na svědomí mnoho experimentálních letounů je Alexander Lippisch, který začínal s kluzáky v roce 1926, později vyvíjel letouny s pístovými motory. Jako první na světě v roce 1928 vyzkoušel svůj kluzák s raketovými motory, jednalo se tedy o první raketový let.
Mezi známé experimentální letouny patří například Bell X-1, který založil celosvětově známou řadu experimentálních letounů řady X.

## Některé experimentální letouny

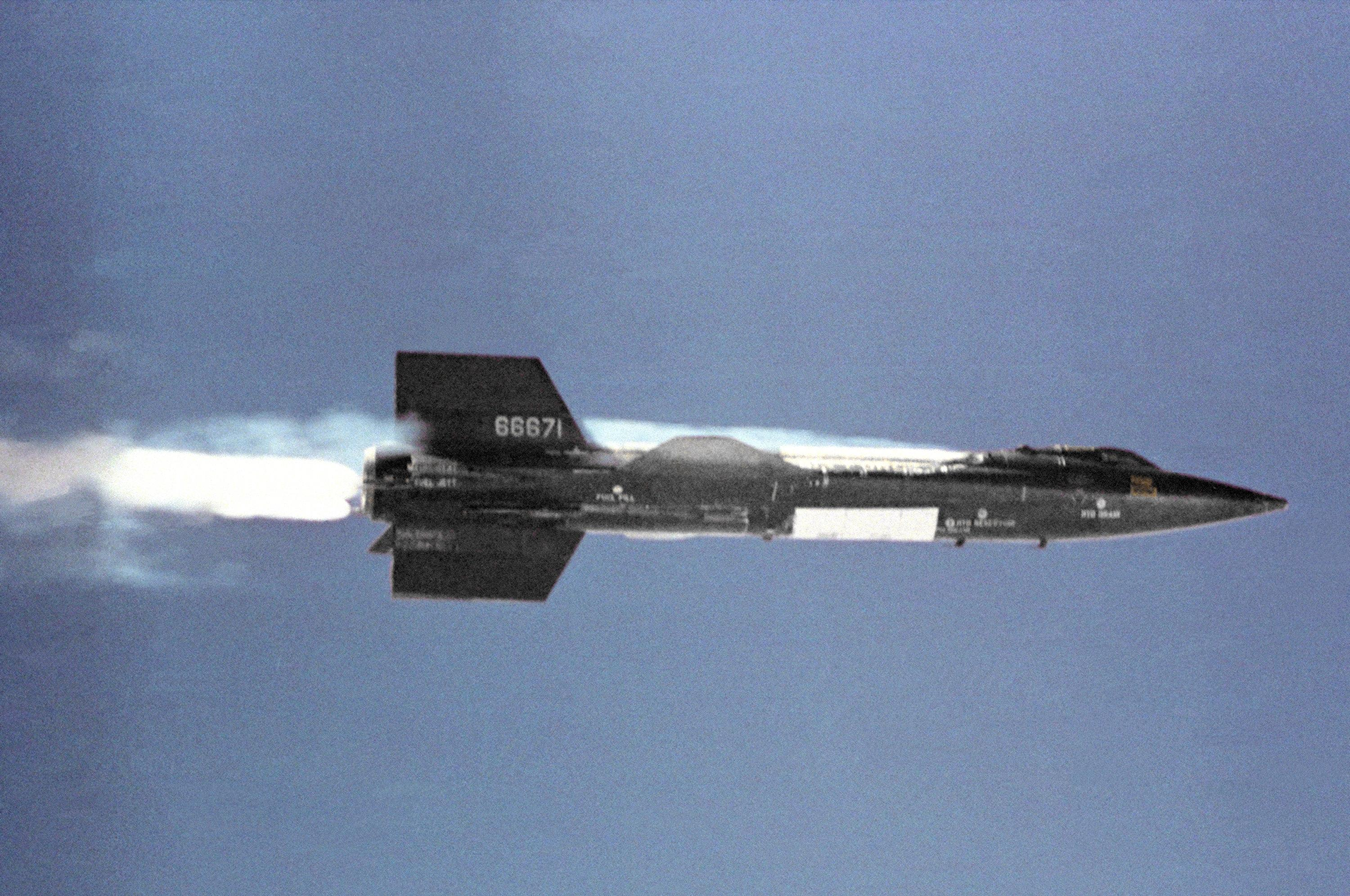
X-15 v letu

Kluzák Derwitzer. Plně řiditelný kluzák konstrukce Otta Lilienthala.
Wright Glider. První kluzák, plně ovládaný ve všech třech osách konstrukce bratrů Wrightových.
Wright Flyer. Flyer bratří Wrightů, byl prvním motorovým experimentálním letounem.
Bell X-1. Čistě první experimentální letoun pro vyzkum letu v nadzvukové rychlosti. Tento projekt založil celosvětově známou řadu letounů X.
Bell XV-15. Experimentální korvertoplán, který úspěšně vedl v transformaci v první sériově vyráběný konvertoplán řady Bell Boeing V-22.
North American X-15. Experimentální raketový letoun, poznatky z jeho provozu a vývoje se uplatnily v projektu kosmického raketoplánu Space Shuttle. X-15 stále patří mezi nejrychlejší letoun s rychlostním rekordem 7 274 km/h (Mach 6). X-15 také drží výškový rekord nejvyšší dosažené výšky 107,9 km.

## Provozovatelé experimentálních letadel

### USA
Mezi nejznámější provozovatele experimentálních letadel jsou USA, se svou leteckou základnou Edwards AFB. Na této základně jsou dvě výzkumná střediska, provozované NASA a USAF:
- Armstrongovo letecké výzkumné středisko (dříve jako Drydenovo letecké výzkumné středisko), provozuje NASA. Prvním testem byl letoun Bell X-1 (XS1). Kromě nových letadel, provádí také testy strojů souvisejících s kosmonautikou. Zkoušely se zde proto X-15, prototyp programu Space Shuttle Enterprise a také letecký nosič raketoplánů Boeing 747 SCA.
- Air Force Test Center, provozuje vojenské experimentální letouny a také všechny prototypy letadel plánovaných k zařazení do služby pro USAF. Mezi testované stroje patřily F-4, F-15, F-16, YF-17, F-18, F-22, YF-23 a další.

Naval Air Station Patuxent River, je vojenská námořní základna US Navy přizpůsobená pro testy letounů, plánovaných k zařazení do služby pro letecké složky US Navy. Mezi testované stroje byl také první bezpilotní UAV X-47B Unmanned Combat Air System (UCAS). Dále pak Bell Boeing MV-22 Osprey, Lockeed Martin F-35C Lightning II, Vought XF7U-1 Cutlass, Grumman F-14 Tomcat, a další.

### Německo
Letiště Peenemünde západ. V Německu, během druhé světové války zde na letecké základně byl zkoušen předchůdce Kometu, DFS 194, následně Messerschmitt Me 163A a pak i sériový Messerschmitt Me 163B.

### Rusko
Letiště Žukovskij (dříve jako Ramenskoje). Od roku 1941 bylo používáno jako letiště přiřazené Výzkumnému leteckému ústavu poblíž Moskvy. V podstatě všechny prototypy letounů vyvíjených v Sovětském svaze, byly zkoušeny zde. Byly zde zkoušeny jak například MiG-25, MiG-29, Su-27, Su-34, tak například i raketoplán Buran.